# Dracula villegasii
Dracula villegasii är en orkidéart som beskrevs av Willibald Königer. Dracula villegasii ingår i släktet Dracula och familjen orkidéer. Inga underarter finns listade i Catalogue of Life.